# Ciclo indo-malese

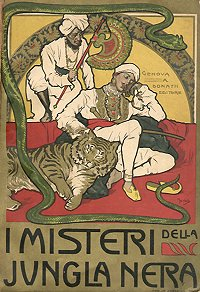
Frontespizio della terza edizione de I misteri della jungla nera.

Il ciclo indo-malese, o ciclo dei pirati della Malesia, è una saga di romanzi d'avventura, ideati e scritti da Emilio Salgari, scrittore di Verona, considerato il più celebre alfiere italiano del genere avventuroso.
La saga copre un notevole arco temporale nella vita dello scrittore: comincia il 16 ottobre 1883, con la pubblicazione sul periodico veronese La Nuova Arena della prima puntata de La tigre della Malesia (poi divenuto, in volume, Le tigri di Mompracem). L'ultimo romanzo, intitolato La rivincita di Yanez, sarà pubblicato nel 1913 dall'editore Bemporad di Firenze, a due anni circa dalla morte per suicidio del novelliere veronese.
Il ciclo non nasce da un'idea unitaria di base, studiata a tavolino, ma da un'intuizione estemporanea dell'autore, che lega due romanzi a sé stanti (Le tigri di Mompracem e I misteri della jungla nera), facendone confluire personaggi e temi in un terzo (I pirati della Malesia), dal quale poi si dipana l'intero ciclo.

## Ambientazione geografica
Si parla di ciclo indo-malese proprio in ossequio alle differenti ambientazioni geografiche nelle quali sono calate le storie dei personaggi della saga: essi, infatti, si muovono perlopiù tra la Malaysia e l'India.
I poli principali dei primi romanzi sono l'isola di Mompracem, covo dei temibili pirati della Malesia, e la giungla posta alle foci del fiume indiano Gange, identificata come Sunderbans. Nei successivi romanzi, complice la conquista di Mompracem da parte dei britannici, il polo narrativo diventa lo stato indiano dell'Assam. Altre località malesi degne di nota sono Labuan (descritta come un emporio nelle mani della Compagnia britannica delle Indie orientali), Sarawak (territorio conquistato dall'avventuriero James Brooke e resosi del tutto indipendente dalla madrepatria) e i regni di Varauni e Kini Balù, anch'essi ubicati in Borneo, come il precedente. Tra le molte località dell'India citate nella saga, spiccano Calcutta e Delhi, quest'ultima rappresentata nel romanzo Le due tigri nel pieno di un drammatico accadimento storico, passato alle cronache come la Rivolta dei Sepoy.
Si tratta, ad ogni modo, di una geografia della fantasia, che poco ha di scientifico: in vita sua, Salgari non si è mai spinto oltre Brindisi e ogni riferimento da lui usato è frutto di un certosino lavoro di ricerca sulle fonti (perlopiù enciclopediche) dell'epoca. Questa maniera peculiare di esplorare posti esotici e molto lontani dal suo universo di riferimento, oltre ad essere stata per anni materia di studio, ha esposto l'autore a più di un'incongruenza tecnica; una delle più famose riguarderebbe il babirussa, maiale cervino descritto nei romanzi salgariani ambientati in Borneo. Tuttavia, trattasi di un errore ereditato dalle (errate) fonti di riferimento dell'autore, perché il babirussa non abita affatto in quelle zone.

## Ambientazione storica
Le storie si svolgono in un arco temporale spesso confuso, per via delle notevoli incongruenze disseminate nella produzione salgariana: lo scrittore veneto, specialmente nelle ultime opere, stretto tra i debiti e i duri impegni editoriali assunti per colmarli, si ritrova nell'impossibilità di rileggere e correggere eventuali imperfezioni. Ad ogni modo, il dato certo - fornito dallo stesso autore - è che le storie narrate da Salgari iniziano nel 1849 in Malesia e, al netto delle incongruenze cronologiche, si snodano per circa 25-30 anni.

## Personaggi
I protagonisti del ciclo fanno parte di un folto drappello di pirati malesi, detti "Tigri" o "tigrotti" di Mompracem, dal cui scoglio del Mar Cinese Meridionale combattono contro i britannici, gli invasori europei ed una serie di altri antagonisti.

### Protagonisti
Il profilo psicologico e comportamentale dei personaggi è fondamentale per capire come mai Salgari abbia deciso di far nascere un ciclo di storie attorno ad essi. L'universo salgariano è costruito, infatti, attorno ad un insieme di brividi, simbolismi, animali sacrali e situazioni rocambolesche; per far fronte alla continua minaccia di un simile cosmo narrativo, occorrono personaggi dotati di precise caratteristiche psico-attitudinali, quali coraggio, sfrontatezza, ma anche furbizia, capacità riflessive e inguaribile buon umore. Il binomio formato dal principe-pirata malese Sandokan e l'avventuriero portoghese Yanez de Gomera, suo amico fraterno e luogotenente, esprime esattamente queste caratteristiche, sebbene in un'ottica di complementarità. Sandokan è un pirata di nobili origini, raffigurato come la "Tigre della Malesia"; è un personaggio impulsivo, «febbrile e spesso farneticante, proclama la sua invulnerabilità, ad ogni istante inneggia a se stesso come a un'ineluttabile forza della natura, [...] ma non ha facoltà di autocontrollo». Yanez, al contrario, è il suo opposto: flemmatico e ironico anche in situazioni di grave pericolo, il portoghese si rivela fondamentale grazie alla sua capacità di calarsi nei panni del nemico e di affrontare qualsiasi sfida con un particolare e proficuo gusto per l'avventura. Quale luogotenente e anima di molte iniziative dei pirati, è identificato come la "Tigre Bianca".
Questa ricetta di base è riproposta da Salgari anche all'interno di altri intrecci; basti pensare che un altro co-protagonista della saga, il cacciatore bengalese Tremal-Naik, è inizialmente molto simile a Sandokan e ne rivive addirittura alcune esperienze, assurte a cliché narrativo dell'intero ciclo. Per questo motivo, nel momento in cui Salgari decide di unirne le sorti a quelle di Sandokan (fatto che avviene nel terzo romanzo della saga), è costretto a far ritornare al centro della scena la "Tigre della Malesia", il suo personaggio più prorompente, e a "riassorbire" la passione del cacciatore indiano. Peraltro, a distanza di alcuni romanzi, Salgari riconoscerà l'importanza dei co-protagonisti del ciclo, promuovendoli formalmente a capi-pirateria, attraverso una trovata simbolica: la bandiera rossa con al centro una testa di tigre - fino ad allora vessillo dei pirati di Mompracem - è accantonata negli ultimi romanzi del ciclo, a favore di una più democratica bandiera sul cui fondo, egualmente rosso, si stagliano tre teste di tigri. Completa il quartetto di protagonisti il personaggio del maharatto Kammamuri, dapprima fedele servitore di Tremal-Naik e poi, con l'avanzare degli anni, affidabile e valoroso tuttofare. Sebbene in un'ottica di maggior subordinazione nei confronti di Tremal-Naik, l'indiano - come pure Yanez con Sandokan - ha la principale funzione di porre un freno alle passioni del suo alter ego.

### Antagonisti
Sulla sponda degli antagonisti, Emilio Salgari disegna di volta in volta personaggi diversi. Ciò garantisce, almeno nei piani dell'autore, una varietà di obiettivi da raggiungere per i protagonisti; inoltre, la complessità di situazioni narrative (sebbene cicliche e talvolta ripetute) mantiene comunque alta la tensione narrativa ed emotiva.
Sul versante malese, gli antagonisti sono, fondamentalmente, tre. Il primo, in ordine di apparizione: Lord James Guillonk, comandante di vascello britannico, di stanza a Labuan. Il secondo: James Brooke, personaggio storico e avventuriero anglo-indiano, capace di costruirsi autonomamente un piccolo impero (ubicato a Sarawak), rendendolo indipendente dalla madre patria. Il terzo, sicuramente minore rispetto ai precedenti: il rajah bianco del lago, usurpatore del trono di Kini Balù, sul quale erano originariamente seduti Sandokan e i suoi familiari.
Sul versante indiano, i due antagonisti principali sono Suyodhana, il feroce capo di una setta di strangolatori nota come Thug, e il folle ed efferato rajah dell'Assam, Sindhia, al cui fianco si muovono, di volta in volta, altri oppositori.
Nella concezione salgariana, talvolta bene e male s'incontrano a mezza strada per celebrare dei veri e propri armistizi, che facilitano i lieti fine. Ad esempio, Sandokan (come un altro personaggio salgariano, il Corsaro Nero) s'innamora di una donna idealmente collocata nelle file nemiche; ciò porta il nemico stesso, che pure gli aveva giurato odio, alla plateale scelta di scendere in suo aiuto. Similmente, nell'opera di Salgari può accadere che un nemico rinunci per amore alla vendetta nei confronti dei pirati e, con un atto di galanteria, dopo averli battuti, conceda loro la libertà.
Una menzione va pure agli avversari di minor calibro delle "Tigri di Mompracem", con i quali queste instaurano un rapporto diverso e meno conflittuale. Il bonario sultano di Varauni, ad esempio, in virtù di un accordo con gli europei, si ritrova ad occupare l'isola tanto cara ai pirati; tuttavia, «a infilzare un pupazzo non c'è gusto». Così, una volta sconfittolo, Sandokan e Yanez si limitano semplicemente a fargli firmare coattivamente la resa, con la quale ottengono la restituzione della loro tanto cara isola.

### Altri personaggi
Una lunga serie di personaggi minori caratterizza il ciclo indo-malese.
Sandokan, Yanez e Tremal-Naik, in particolare, si accompagnano a coraggiose eroine, che ricalcano tutte o quasi uno schema più o meno simile: «hanno sempre quindici o sedici anni, ma immediatamente dopo si devono togliere di mezzo». Questo è il caso della donna amata da Sandokan, Lady Marianna Guillonk, conosciuta come la Perla di Labuan (che dura il tempo di un romanzo), o della cugina scozzese Ada Corishant, amata da Tremal-Naik, e uscita di scena dopo due episodi della saga. Più duratura è la storia d'amore di Yanez de Gomera, che sposa Surama, rhani dell'Assam, con la quale passerà lunghi anni. In tutti e tre i casi, si tratta, comunque, di scelte episodiche e funzionali allo svolgimento dei fatti. La presenza di una donna nelle vite di Sandokan e Tremal Naik avrebbe come effetto quello di relegarli lontano dall'avventura; al contrario, il personaggio della rhani Surama è fondamentale per permettere a Salgari di chiudere la fase rivoluzionaria e trasgressiva del ciclo, aprendone una diversa, nella quale Sandokan e Yanez sono degli autorevoli reggenti, chiamati a ristabilire l'ordine in un Assam sotto attacco nemico.

## Scansione cronologica dei romanzi

### Primo ciclo di Sandokan[2][5]

#### Primo ciclo della jungla[2][5]
- Le tigri di Mompracem (pubblicato a puntate nel 1883-1884 come La tigre della Malesia, raccolto in volume nel 1900)
- I misteri della jungla nera (pubblicato a puntate nel 1887 come Gli strangolatori del Gange, poi ripubblicato, sempre a puntate, come Gli amori di un selvaggio nel 1893-1894, infine raccolto in volume nel 1895)
- I pirati della Malesia (1896)
- Le due tigri (1904)

Nel "primo ciclo della jungla", un giovane Sandokan - affiancato da Yanez fin dal romanzo d'esordio - fa la conoscenza di Tremal-Naik e Kammamuri - protagonisti del secondo libro del ciclo; il quartetto unisce le forze in occasione dei fatti narrati nel terzo e nel quarto romanzo.

#### Secondo ciclo della jungla[2][5]
- Il Re del Mare (1906)
- Alla conquista di un impero (1907)
- Sandokan alla riscossa (1907)

Nel "secondo ciclo della jungla", è passato del tempo e i quattro co-protagonisti sono già da qualche anno uniti assieme in battaglie comuni e non più occasionali; nei tre romanzi, sono narrate proprio alcune di queste gesta.

### Secondo ciclo di Sandokan[2][5]
- La riconquista del Mompracem (1908, pubblicato successivamente come La riconquista di Mompracem)
- Il bramino dell'Assam (1911)
- La caduta di un impero (1911)
- La rivincita di Yanez (1913)

Il "secondo ciclo di Sandokan" è una sorta di "ciclo di Yanez", che diventa a sorpresa il personaggio principale della gran parte dei romanzi. Sandokan, già sullo sfondo nel primo episodio, è completamente assente dal secondo e dal terzo libro. I quattro personaggi hanno tutti superato la cinquantina.

### Apocrifi postumi
- Addio Mompracem! di Luigi Motta (1924), in realtà scritto da Emilio Moretto[11], che lo pubblicò a suo unico nome presso la casa editrice La Lanterna, Milano, nel 1931;
- La tigre della Malesia di Luigi Motta (1927), in realtà scritto da Emilio Moretto[11];
- Lo scettro di Sandokan di Luigi Motta (1927), in realtà scritto da Emilio Moretto[11], seguito di La tigre della Malesia, ripubblicato come Lo scettro di Sandokan. La rivincita di Yanez;
- La gloria di Yanez di Luigi Motta (1927), in realtà scritto da Emilio Moretto, seguito di Lo scettro di Sandokan, ripubblicato in due parti: Nelle foreste del Borneo e Sui mari della Malesia; a questo romanzo farà seguito, a unico nome di Moretto I tre ventagli di Hylas, o I tre ventagli di Nyglas, (la cui pubblicazione in volume presso L'Oceano Casa Editrice Italiana, Napoli, anni '30, appare però assai dubbia), il romanzo fu pubblicato a solo nome di Motta su Il Resto del Carlino della Sera, in 61 puntate non consecutive, dal 24 novembre 1928 al 20 febbraio 1929;
- Il fantasma di Sandokan di Giovanni Bertinetti, romanzo postumo tratto da una trama lasciata dall'autore, pubblicato a cura di Nadir Salgari e da collocarsi cronologicamente dopo Addio Mompracem![12] (1928);
- Le ultime avventure di Sandokan di Giovanni Bertinetti e Nadir Salgari (1928);
- Sandokan nel labirinto infernale di Giovanni Bertinetti e Nadir Salgari (1929), seguito di Le ultime avventure di Sandokan;
- La vendetta dei Thugs di Omar Salgari (1941);
- I Thugs alla riscossa di Omar Salgari (1942);
- Il ritorno delle Tigri di Mompracem di Omar Salgari (1943), seguito di I Thugs alla riscossa;
- Il vulcano di Sandokan di Giovanni Bertinetti e Omar Salgari (1945);
- Sandokan nel cerchio di fuoco di Omar Salgari (1945), seguito di Il vulcano di Sandokan;
- Sandokan contro il leopardo di Sarawak di Omar Salgari (1947);
- Sandokan nella jungla nera di Omar Salgari (1947), seguito di Sandokan contro il leopardo di Sarawak;
- Sandokan il Rajah della jungla nera di Luigi Motta (1947);
- Sandokan nell'isola senza nome di Spama (Spartaco Matrisciano) (1991)
- Ritornano le tigri della Malesia di Paco Ignacio Taibo II (2010)
- La perla di Labuan. Una leggenda salgariana di Fabio Negro con illustrazioni di Marco Pugacioff (2014). Romanzo sulla morte di Marianna, basato sul presunto romanzo perduto di Emilio Salgari;
- Sandokan nel continente scomparso di Fabrizio Frosali e Patrizio Pavone (2015). Seguito di Il vulcano di Sandokan
- Sandokan nel Nautilus di Nemo di Fabrizio Frosali (2018)
- Sandokan l'intrepido di Fabrizio Frosali (2020) Racconti
- Sandokan e Morgana di Fabrizio Frosali (2021), seguito di Il ritorno delle Tigri di Mompracem ;
- Sandokan sotto la luce sinistra della luna di Marco Pugacioff (2023), racconti con illustrazioni;
- Sandokan e il ritorno di Nemo di Marco Pugacioff, con prologo di Fabrizio Frosali, (2023), racconti con illustrazioni;

## Adattamenti
I primi adattamenti su Sandokan vennero realizzati intorno tra gli anni quaranta e settanta. I primi ad interpretare il personaggio furono Luigi Pavese, Steve Reeves e Ray Danton.
Negli anni settanta, il regista Sergio Sollima venne contattato per dirigere uno sceneggiato televisivo su Sandokan. Per il ruolo da protagonista, il regista scelse un attore indiano di nome Kabir Bedi. Nel cast anche Carole André, Adolfo Celi e Philippe Leroy. Il serial, intitolato Sandokan, diviso in 6 puntate da circa 60 minuti, fu trasmesso per la prima volta in Italia sul Primo Canale RAI dal 6 gennaio all'8 febbraio 1976, ottenendo un grandissimo successo di pubblico (un'audience di ben 27 milioni di telespettatori), ma non di critica che lo accolse tiepidamente. Il successo ottenuto convinse Sollima a riunire gran parte del cast artistico dello sceneggiato per dirigere un seguito dal titolo La tigre è ancora viva: Sandokan alla riscossa!, che uscì anche in sala.
Un ulteriore seguito venne annunciato il 5 ottobre 1993 da Kabir Bedi, il quale confermò sia Sergio Sollima come regista, sia Philippe Leroy. A seguito del cambio dei dirigenti in RAI, il progetto naufragò, per poi essere ripreso da Canale 5 che produsse Il ritorno di Sandokan di Enzo G. Castellari. Sebbene l'interprete principale sia sempre l'attore indiano Kabir Bedi, questa produzione non deve considerarsi il seguito dei precedenti film di Sollima.
Sollima in seguito diresse la miniserie per la tv Il figlio di Sandokan (mai distribuita) che, rispetto ai precedenti film di diretti da lui, non segue fedelmente i romanzi di Salgari e incentra la storia più su Kenneth Hastin (figlio di Sandokan nel film) che sullo stesso Sandokan.

### Cinema
- I pirati della Malesia (1941), film italiano diretto da Enrico Guazzoni e interpretato da Massimo Girotti (Tremal-Naik), Clara Calamai (Ada), Camillo Pilotto (Kammamuri), Luigi Pavese (Sandokan), Sandro Ruffini (Yanez de Gomera), Nino Pavese (Lord James Brooke)
- Le due tigri (1941) film italiano diretto da Giorgio Simonelli e interpretato da Massimo Girotti (Tremal-Naik), Luigi Pavese (Sandokan), Sandro Ruffini (Yanez de Gomera), Alanova (Surama)
- I misteri della jungla nera (1953) di Gian Paolo Callegari, Ralph Murphy
- La vendetta dei Tughs (1954) di Gian Paolo Callegari, Ralph Murphy
- Sandokan, la tigre di Mompracem (1963), film italiano diretto da Umberto Lenzi e interpretato da Steve Reeves (Sandokan), Geneviève Grad (Mary Ann), Andrea Bosic (Yanez)
- I pirati della Malesia (1964) diretto da Umberto Lenzi e interpretato da Steve Reeves (Sandokan), Jacqueline Sassard (la principessa Hada), Mimmo Palmara (Tremal-Naïk), Andrea Bosic (Yanez), Nando Gazzolo (Lt. Clintock), Leo Anchóriz (Lord Brook)
- Sandokan alla riscossa (1964) diretto da Luigi Capuano e interpretato da Ray Danton (Sandokan), Guy Madison (Yanez), Franca Bettoja (Samoa), Mario Petri (Sir Charles Brooks), Alberto Farnese (Tremal Naik), Sandro Moretti (Kammamuri)
- Sandokan contro il leopardo di Sarawak (1964) di Luigi Capuano e interpretato da Ray Danton (Sandokan), Franca Bettoja (Samoa), Guy Madison (Yanez), Mario Petri (Sir Charles Brooks), Alberto Farnese (Tremal Naik)
- I misteri della giungla nera (1965) di Luigi Capuano
- Le tigri di Mompracem (1970) diretto da Mario Sequi e interpretato da Ivan Rassimov (Sandokan), Claudia Gravy (Marianna Guillonk), Andrea Bosic (Yanez), Luis Dávila (Lord Brooke), José Torres (Tremal Naik)
- Sandokan - 1ª parte (1976), prima parte della riduzione cinematografica dello sceneggiato televisivo diretto da Sergio Sollima e interpretato da Kabir Bedi
- Sandokan - 2ª parte (1976), seconda parte della riduzione cinematografica
- La tigre è ancora viva: Sandokan alla riscossa! (1977), film italiano diretto da Sergio Sollima e interpretato da Kabir Bedi (Sandokan), Philippe Leroy (Yanez de Gomera), Massimo Foschi (Teotokris), Salvatore Borgese (Kammamuri), Teresa Ann Savoy (Jamilah), Adolfo Celi (James Brooke), Ganesh Kumar (Tremal Naik)

### Televisione
- Le tigri di Mompracem (1974) sceneggiato televisivo italiano diretto da Ugo Gregoretti e interpretato da Gigi Proietti (Sandokan), Toni Dimitri (Yanez De Gomera), Carlo Hintermann.
- Sandokan (1976), sceneggiato televisivo italiano, diretto da Sergio Sollima e interpretato da Kabir Bedi (Sandokan), Philippe Leroy (Yanez De Gomera), Carole André (Lady Marianna Guillonk), Andrea Giordana (Sir William Fitzgerald), Adolfo Celi (James Brooke)
- Due ragazzi incorreggibili (1976-1977), miniserie televisiva diretta da Romolo Siena contenente una parodia di Sandokan interpretata da Franco Franchi (Sandogat) e da Ciccio Ingrassia (Yanez)
- All'arrembaggio Sandokan (1991), serie televisiva animata spagnola
- La principessa e il pirata (1995), film per la tv animato, realizzato unendo alcuni episodi della serie televisiva del 1991
- Il ritorno di Sandokan (1996), miniserie televisiva diretta da Enzo G. Castellari, interpretata da Kabir Bedi (Sandokan), Romina Power (Maharani Surama), Fabio Testi (Yanez De Gomera)
- Sandokan - La tigre della Malesia (1997), serie televisiva animata italiana
- Sandokan - La tigre ruggisce ancora (2001), serie televisiva animata prodotta da Rai Fiction, Mondo TV, Studio Sek
- Sandokan - Le due tigri (2008), serie televisiva animata prodotta da Rai Fiction, Mondo TV, The Animation Band e Studio Sek

### Fumetti
- Sandokan, di Hugo Pratt e Mino Milani, Rizzoli Lizard, 2009.
- Durante l'edizione 2016 di Lucca Comics & Games, l'editore perugino Edizioni Star Comics ha annunciato che durante il 2017 saranno pubblicati alcuni volumi dedicati a Sandokan[20]. L'adattamento sarà curato da Davide G.G. Caci.